# Estatua de Odín en Oslo
La Estatua de Odín en Oslo es un descubrimiento arqueológico en Bjerke en Oslo, Noruega . La estatua, que data de la era vikinga, se construyó alrededor del año 825 y es la escultura más grande del dios nórdico Odín jamás descubierta. Se estima que medía alrededor de 10 metros de altura, pero algunas estimaciones lo sitúan en hasta 15 metros de altura. Sólo la cabeza y la pierna izquierda de la estatua permanecen intactas. 

## Historia
La estatua fue construida alrededor del año 825, durante la era vikinga. La estatua fue destruida en 1204.
Los restos de la estatua fueron desenterrados por primera vez en 2015 por un grupo de arqueólogos en Bjerke, Oslo, Noruega.